# ضرب طبل (فیلم)
ضرب طبل (به انگلیسی: Drum Beat) یک فیلم سینمایی آمریکایی در ژانر وسترن محصول سال ۱۹۵۴ میلادی به کارگردانی دلمر دیوز است. بازیگران اصلی فیلم آدری دالتن، چارلز برانسون به عنوان کاپیتان جک و هیدن رورک، یولیسیز سایمن گرانت و یولیسیز سایمن گرانت می‌باشند.
فیلمبرداری در سدونا، آریزونا، انجام شده‌است.

## بازیگران
- الن لاد در نقش جانی مک کی
- آدری دالتن نقش نانسی میک
- ماریسا پاوان نقش توبی
- هیدن رورک به عنوان رئیس‌جمهور گرانت
- رابرت کیت نقش بیل ساترهویت
- رودولفو آکوستا به عنوان اسکارفیس چارلی
- چارلز برانسون در نقش کاپیتان جک
- الیشا کوک جونیور به عنوان نماینده هندی
- پل وکسلر در نقش ویلیام بدی
- جیمز گریفیث
- استروتر مارتین[۴][۵][۶][۷]